# Manuel Luengo
Manuel Nicolás Luengo Rodríguez (Nava del Rey, provincia de Valladolid, 7 de noviembre de 1735 - Barcelona, 12 de noviembre de 1816) fue un escritor e historiador jesuita español. Escribió un Diario en 64 volúmenes, aún inédito en su forma completa, en el que se estudia la Expulsión de los Jesuitas de España en 1767 y sus consecuencias ulteriores.

## Biografía
Era hijo de Manuel Luengo Tejedor e Isabel Rodríguez Chico y tuvo dos hermanos, el mayor también jesuita, Joaquín Luengo (1733-1795), que enseñaba Gramática en Santander antes de la Expulsión y se encargó de organizar la salida de España en ese puerto, y otro, Fernando Luengo (1738-¿1811?), el menor, que era Canónigo sacristán en la Catedral de Teruel. La familia fue protegida por su tío materno Francisco Rodríguez Chico, un obispo de Teruel que se ganó fama de integrista por sus peros a las reformas ilustradas de los ministros de Carlos III. 
Ingresó en la Compañía de Jesús a los diecinueve años y terminó su noviciado en Villagarcía y Valladolid. De allí pasó a Medina del Campo en abril de 1757 cursando parte de los estudios de Filosofía. Más tarde se le destinó a Salamanca, donde vivió siete años, los tres primeros estudiando Teología y, desde 1762, ejerciendo la docencia como Prefecto de las conferencias escolásticas, profesor de Lógica y de Metafísica. En 1765 volvió Luengo a Medina del Campo, ciudad en la que conoció al Marqués de la Ensenada y donde trabajó como maestro de segundo año de Filosofía y pasó algunos meses en Arévalo donde, posiblemente, realizó su Tercera Probación y desde donde partió hacia Galicia. En marzo de 1766, durante el Motín de Esquilache, Luengo comenzaba a enseñar Filosofía en el Colegio de Santiago de Compostela y de ahí salió la madrugada del 3 de abril de 1767 hacia La Coruña, desde donde daría comienzo su exilio, del cual llevó un caudaloso registro en su extensísimo Diario inédito desde 1767, año del «extrañamiento» hasta 1814, fecha de la restauración de la Compañía de Jesús en todo el mundo, en virtud del breve Sollicitudo omnium Ecclesiarum del papa Pío VII, mientras no dejaba de practicar la docencia ni siquiera ocasionalmente en La Coruña, Calvi, Bolonia, y de ahí pasó a la casa de los maestros y al Teologado con el cargo de Profesor y Presidente de los Casos de Conciencia y Argumentante en los actos literarios. Tras cuarenta y nueve años de destierro, el 10 de octubre de 1815 respondió afirmativamente a la invitación que Fernando VII hacía a los jesuitas que quedaban expulsos en Roma para regresar a España, donde falleció al año siguiente en Barcelona.
Sus diarios reflejan la enorme fidelidad y entusiasmo que sentía el padre Luengo por la Compañía de Jesús: sólo aprueba lo que es bueno para la compañía, aunque venga de protestantes, y condena sin contemplaciones lo que no, especialmente a los ministros ilustrados de Carlos III implicados en la expulsión, como Manuel de Roda y Pedro Rodríguez Campomanes, o a sus detractores, como el sochantre Alba o Juan de Palafox y Mendoza, obispo de Puebla de los Ángeles (México) cuyo proceso de beatificación le pone furioso. Pero resulta un documento histórico de primer orden para conocer lo que supuso humanamente la dura expulsión de la Orden de España y refiere además caudalosas noticias sobre cientos de jesuitas, tanto los que permanecieron fieles, a los que ensalza, como a los que abandonaron la compañía, que denigra.

## Obra
- Diarios, 64 v. manuscritos que abarcan desde 1767 hasta 1814 y se conservan en el Archivo de Loyola (Guipúzcoa).
- Memoria de un exilio. Diario de la expulsión de los jesuitas de los dominios del Rey de España (1767-1768), estudio introductorio y notas de Inmaculada Fernández Arrillaga, Alicante, Universidad de Alicante, 2002.
- [Diario de 1769] La llegada de los jesuitas españoles a Bolonia; edición de I. Pinedo Iparraguirre e I. Fernández Arrillaga. Manuel Luengo. Publicaciones Universidad de Alicante. Edición en línea.
- [Diario de 1798]. El retorno de un jesuita desterrado: viaje del P. Luengo desde Bolonia a Nava del Rey (1798); Inmaculada Fernández Arrillaga (ed.); transcripción documental José Manuel Rodríguez Rodríguez. Edición en línea.
- [Diario de 1808]. El año de la conspiración; edición de E. Giménez López e I. Fernández Arrillaga. Manuel Luengo. Historiadores de nuestro tiempo. Publicaciones Universidad de Alicante. Edición en línea.